# Hohenkammer
Hohenkammer è un comune tedesco di 2 233 abitanti, situato nel land della Baviera.